# مملكة الفرنجة
مملكة الفرنجة أو  فرانكيا أو إمبراطورية الفرنجة أو أرض الإفرنج (باللاتينية: Regnum Francorum)، هي الأرض التي سكنها وحكمها الفرنجة من القرن الثالث إلى القرن العاشر الميلادي. كان نظام حكم الإمبراطورية يعتمد على تقسيم المملكة إلى (regna) أي ممالك فرعية (subkingdoms)، ولكن العبارة الفرنسية في نهاية المطاف جاءت الإشارة إلى مملكة فرعية واحدة فقط وهي مملكة أستراسيا، تتركز على نهر الراين.

## مصطلح فرنكيا
تعددت الجغرافيا والممالك الفرعية الإفرنجية بمرور الوقت، ولكن مصطلح فرنكيا (Francia) أصبح يشير إلى مملكة واحدة فقط (regnum) وهي مملكة أستراسيا التي اتخذت من ضفاف الراين مركزًا لها. وأحيانا يستخدم هذا المصطلح ليشمل نيوستريا شمال لوار وغرب السين أيضًا، ولكن بمرور الوقت انحصرت تسمية فرنكيا في منطقة حوض السين حول باريس، والذي لا يزال يحمل حتى اليوم اسم إيل دو فرانس (Île-de-France) والذي اعطى اسمه إلى مملكة فرنسا بأكملها.

## أصل الفرنكيين
المرة الأولى التي سمي فيها اسم فرنكيا (francia) كان في (panegyrici latini) (مجموعة من اثني عشر خطبة مدائحية رومانية قديمة) في أوائل القرن الرابع الميلادي. في إشارة إلى المنطقة شمال وشرق نهر الراين، تقريبا في مثلث بين أترخت وبيلفلد وبون. متصلة عبر الأراضي المشتركة مع قبائل الفرنجة من سيكامبري، ساليانس، بروكتيري، أمبسيفاري، شامافي وشاتواري. بعض هذه الشعوب مثل سيكامبري وساليانس كان لها بالفعل في أراضي الامبراطورية الرومانية وسلمت جنودا إلى القوات الرومانية عند الحدود. في عام 357 دخل ملك ساليانس الامبراطورية الرومانية الأمر الذي كان له أثرا دائما هناك من خلال معاهدة مع يوليان المرتد.
مع توسع أرض الفرنجة فإن معنى فرنكيا توسع معها. بينما كان العديد من الفرنجة يعملون على التراب الروماني مثل باوتو وأربوغاستس كانوا ملتزمين بالقضية الرومانية، فإن ملوك فرنجة أخرى ن مثل مالوباودس، كانت ناشطة على الأراضي الرومانية لأسباب أخرى. بعد سقوط أربوغاستس أسس ابنه أريجوس إمارة وراثية في ترير، وبعد سقوط قسطنطين الثالث أيد بعض فرنجة جوفينوس (411 م). ورغم موت جوفينوس عام 413 م، لم يعد يمكن للرومان التحكم في الفرنجة داخل حدودهم.
| تاريخ البلدان المنخفضة                                        | تاريخ البلدان المنخفضة                                                   | تاريخ البلدان المنخفضة                                        | تاريخ البلدان المنخفضة                                          | تاريخ البلدان المنخفضة                                                                        | تاريخ البلدان المنخفضة                                                                        | تاريخ البلدان المنخفضة                                                                        | تاريخ البلدان المنخفضة                                                                        | تاريخ البلدان المنخفضة                                                                        |
| ------------------------------------------------------------- | ------------------------------------------------------------------------ | ------------------------------------------------------------- | --------------------------------------------------------------- | --------------------------------------------------------------------------------------------- | --------------------------------------------------------------------------------------------- | --------------------------------------------------------------------------------------------- | --------------------------------------------------------------------------------------------- | --------------------------------------------------------------------------------------------- |
| فريسي                                                         |                                                                          |                                                               | بيلجي                                                           | بيلجي                                                                                         |                                                                                               |                                                                                               |                                                                                               |                                                                                               |
|                                                               | كنانيفيتاس                                                               | شامافي،توبانتي                                                | شامافي،توبانتي                                                  | بلجيكا الغالية (55 ق.م – حوالي 5م) جرمانيا الصغرى (83 – حوالي القرن 5)                        | بلجيكا الغالية (55 ق.م – حوالي 5م) جرمانيا الصغرى (83 – حوالي القرن 5)                        | بلجيكا الغالية (55 ق.م – حوالي 5م) جرمانيا الصغرى (83 – حوالي القرن 5)                        |                                                                                               |                                                                                               |
|                                                               | كنانيفيتاس                                                               | الفرنجة الساليون                                              |                                                                 | باتافي                                                                                        | باتافي                                                                                        |                                                                                               |                                                                                               |                                                                                               |
| غير مأهولة (حوالي القرنين 4- 5)                               | غير مأهولة (حوالي القرنين 4- 5)                                          | ساكسون                                                        | الفرنجة الساليون (حوالي القرنين 4- 5)                           | الفرنجة الساليون (حوالي القرنين 4- 5)                                                         | الفرنجة الساليون (حوالي القرنين 4- 5)                                                         |                                                                                               |                                                                                               |                                                                                               |
| المملكة الفريزية (حوالي القرن 6–734)                          | المملكة الفريزية (حوالي القرن 6–734)                                     |                                                               | إمبراطورية الفرنجة (481–843)—الإمبراطورية الكارولنجية (800–843) | إمبراطورية الفرنجة (481–843)—الإمبراطورية الكارولنجية (800–843)                               | إمبراطورية الفرنجة (481–843)—الإمبراطورية الكارولنجية (800–843)                               | إمبراطورية الفرنجة (481–843)—الإمبراطورية الكارولنجية (800–843)                               | إمبراطورية الفرنجة (481–843)—الإمبراطورية الكارولنجية (800–843)                               |                                                                                               |
| المملكة الفريزية (حوالي القرن 6–734)                          | المملكة الفريزية (حوالي القرن 6–734)                                     | أوستراسيا (511–687)                                           |                                                                 |                                                                                               |                                                                                               |                                                                                               |                                                                                               |                                                                                               |
|                                                               |                                                                          |                                                               |                                                                 |                                                                                               |                                                                                               |                                                                                               |                                                                                               |                                                                                               |
|                                                               |                                                                          |                                                               |                                                                 |                                                                                               |                                                                                               |                                                                                               |                                                                                               |                                                                                               |
| فرانسيا الوسطى (843–855)                                      | فرانسيا الوسطى (843–855)                                                 | فرانسيا الوسطى (843–855)                                      | فرانسيا الوسطى (843–855)                                        | فرانسيا الوسطى (843–855)                                                                      | مملكة الفرنجة الغربيين (843–)                                                                 |                                                                                               |                                                                                               |                                                                                               |
| لوثارينجيا (855– 959) لورين المنخفضة (959–)                   |                                                                          |                                                               |                                                                 |                                                                                               | مملكة الفرنجة الغربيين (843–)                                                                 |                                                                                               |                                                                                               |                                                                                               |
| فريزيا                                                        |                                                                          |                                                               |                                                                 |                                                                                               |                                                                                               |                                                                                               |                                                                                               |                                                                                               |
| الحرية الفريزية ( القرون 11–16 )                              | مقاطعة هولندا (880–1432)                                                 | أسقفية أوترخت (695–1456)                                      | دوقية برابنت (1183–1430) خيلدرز (1046–1543)                     | دوقية برابنت (1183–1430) خيلدرز (1046–1543)                                                   | مقاطعة فلانديرز (862–1384)                                                                    | مقاطعة هينو (1071–1432) كونتية نامور (981–1421)                                               | أسقفية أمير لياج (980–1794)                                                                   | دوقية لوكسمبورج (1059–1443)                                                                   |
|                                                               | الأراضي المنخفضة البورغندية (1384–1482)                                  |                                                               |                                                                 |                                                                                               |                                                                                               |                                                                                               |                                                                                               |                                                                                               |
|                                                               | الأراضي المنخفضة الهابسبورجية (1482–1795) (الأقاليم السبعة عشر بعد 1543) |                                                               |                                                                 |                                                                                               |                                                                                               |                                                                                               |                                                                                               |                                                                                               |
| جمهورية هولندا (الأراضي المنخفضة السبع المتحدة) (1581–1795)   | جمهورية هولندا (الأراضي المنخفضة السبع المتحدة) (1581–1795)              | جمهورية هولندا (الأراضي المنخفضة السبع المتحدة) (1581–1795)   | جمهورية هولندا (الأراضي المنخفضة السبع المتحدة) (1581–1795)     | الأراضي المنخفضة الأسبانية (1556–1714)                                                        | الأراضي المنخفضة الأسبانية (1556–1714)                                                        | الأراضي المنخفضة الأسبانية (1556–1714)                                                        |                                                                                               |                                                                                               |
|                                                               |                                                                          |                                                               |                                                                 | الأراضي المنخفضة النمساوية (1714–1795)                                                        |                                                                                               |                                                                                               |                                                                                               |                                                                                               |
|                                                               |                                                                          |                                                               |                                                                 | الولايات المتحدة البلجيكية (1790)                                                             | الولايات المتحدة البلجيكية (1790)                                                             | الولايات المتحدة البلجيكية (1790)                                                             | جمهورية لياج (1789–'91)                                                                       |                                                                                               |
|                                                               |                                                                          |                                                               |                                                                 |                                                                                               |                                                                                               |                                                                                               |                                                                                               |                                                                                               |
| الجمهورية الباتافية (1795–1806) المملكة الهولندية (1806–1810) | الجمهورية الباتافية (1795–1806) المملكة الهولندية (1806–1810)            | الجمهورية الباتافية (1795–1806) المملكة الهولندية (1806–1810) | الجمهورية الباتافية (1795–1806) المملكة الهولندية (1806–1810)   | مرتبطة بالجمهورية الفرنسية الأولى (1795–1804) جزء من الإمبراطورية الفرنسية الأولى (1804–1815) | مرتبطة بالجمهورية الفرنسية الأولى (1795–1804) جزء من الإمبراطورية الفرنسية الأولى (1804–1815) | مرتبطة بالجمهورية الفرنسية الأولى (1795–1804) جزء من الإمبراطورية الفرنسية الأولى (1804–1815) | مرتبطة بالجمهورية الفرنسية الأولى (1795–1804) جزء من الإمبراطورية الفرنسية الأولى (1804–1815) | مرتبطة بالجمهورية الفرنسية الأولى (1795–1804) جزء من الإمبراطورية الفرنسية الأولى (1804–1815) |
|                                                               |                                                                          |                                                               |                                                                 |                                                                                               |                                                                                               |                                                                                               |                                                                                               |                                                                                               |
| الإمارة السيادية للأراضي المنخفضة المتحدة (1813–1815)         |                                                                          |                                                               |                                                                 |                                                                                               |                                                                                               |                                                                                               |                                                                                               |                                                                                               |
| مملكة الأراضي المنخفضة المتحدة (1815–1830)                    |                                                                          |                                                               |                                                                 |                                                                                               |                                                                                               |                                                                                               |                                                                                               |                                                                                               |
| هولندا (1839–)                                                | هولندا (1839–)                                                           | هولندا (1839–)                                                | هولندا (1839–)                                                  | بلجيكا (1830–)                                                                                | بلجيكا (1830–)                                                                                | بلجيكا (1830–)                                                                                | بلجيكا (1830–)                                                                                | الدوقية العظمى للوكسمبورغ (1839–)                                                             |
|                                                               |                                                                          |                                                               |                                                                 |                                                                                               |                                                                                               |                                                                                               |                                                                                               | لوكسمبورغ (1890–)                                                                             |

## كلوديون
أعدم ملك الفرنجة ثيوديميريس بالسيف، ولكن من دون جدوى. فحوالي عام 428 م شن كلوديو ملك الساليين، الذي شملت مملكته توكساندريا toxandria وتونجيرين civitatus tungrorum، هجوما على الأراضي الرومانية ووسع مملكته حتى كانبراي camaracum وسوم Somme. على الرغم من قتال سيدونيوس أبوليناريس وفلافيوس أيتيوس للفرنجة والذي صدهم مؤقتا إلى الوراء (431)، فقد مثلت هذه الفترة بداية حالة من شأنها ان تدوم لقرون عديدة: حكم خلالها الفرنجة الجرمان أعداد متزايد من شؤون الغال-الرومان.
من المتفق عليه أن كلوديون الملتحي هو أوّل من اتخذ لقب ملك الفرانك الساليين وهو ينتمي إلى الأسرة الميروفينية.حوالي عام 428 شن كلوديو ملك الساليان، الذي شملت مملكته توكساندريا toxandria وتونجيرين civitatus tungrorum، هجوما على الأراضي الرومانية ووسع مملكته حتى كانبراي camaracum وسوم Somme. على الرغم من قتال سيدونيوس أبوليناريس وفلافيوس أيتيوس للفرنجة والذي صدهم مؤقتا إلى الوراء (431)، فقد مثلت هذه الفترة بداية حالة من شأنها ان تدوم لقرون عديدة: حكم خلالها الفرنجة الجرمان أعداد متزايد من شؤون الغال-الرومان.
غيرت مملكة كلوديو الحدود ومعنى كلمة مصطلح فرنكيا "francia" بشكل دائم. فلم تعد تعني barbaricum trans Rhenum (أي البرابرة عبر الراين)، بل السلطة السياسية على جانبي النهر، ندا للحياة السياسية الرومانية. أسرة كلوديو التابعة لسلالة ميروفينجين مددت francia أبعد جنوبا. وبسبب الضغط من السكسونيون ضغطت حدود francia الشمالية الشرقية إلى الجنوب الغربي، لذلك ان معظم ذوي الأصول الإفرنجية ذهبوا للعيش أكثر ناحية جنوبي غربي تقريبا بين سوم ومونستر.وأصبحت باريس في القرن الخامس عاصمة الملوك الميروفنجيين.
غيرت مملكة كلوديو الحدود ومعنى كلمة "francia" بشكل دائم. فلم تعد تعني barbaricum trans Rhenum (أي البرابرة عبر الراين)، بل السلطة السياسية على جانبي النهر، ندا للحياة السياسية الرومانية. أسرة كلوديو التابعة لسلالة ميروفينجين مددت francia أبعد جنوبا. وبسبب الضغط من السكسونيون ضغطت حدود francia الشمالية الشرقية إلى الجنوب الغربي، لذلك ان معظم ذوي الأصة ل الإفرنجية ذهبوا للعيش أكثر ناحية جنوبي غربي تقريبا بين سوم ومونستر.

## سلالة الميروفينجين
سلالة الميروفينجين كانت سلالة من قبائل السليان من الفرنجة هم أول من حكم الإفرنج إلى حد كبير في المنطقة المقابلة لفرنسا من منتصف الخامس إلى منتصف القرن الثامن. السياسة تنطوي على تكرار الحرب المدنية بين فروع الأسرة.
تتضارب الأنباء عن تاريخ الإمارة القديم ولايمكن معرفة أي تاريخ من تواريخ تولي الملوك الحكم أو معرفة حدود الدولة بدقة. قليل من المصادر المكتوبة تخبر أن الميروفنجيين هم أول من حكم الإفرنج ثم تبعهم الكارولينجيين.
من المتفق عليه أن كلوديون الملتحي هو أوّل من اتخذ لقب ملك الإفرنج الساليون وهو ينتمي إلى الأسرة الميروفينية.

## سقوط مملكة القوط الغربيين
سقطت مملكة القوط الغربيين عام 711 م بعدما قتل الملك لذريق أثناء الفتح الأموي لبلاد الأندلس وتحديدًا في معركة وادي لكة. بعد هذه المعركة بدأت مدن القوطيين تتهاوى مدينة تلو أخرى حتى سقطت مدن البلاد عام 718 م وبالتالي انتهى الحكم القوطي في أيبيريا. مكث بعض القوط في الأندلس واستمر في المعيشة هناك ودخل كثير منهم في الإسلام. هاجر القسم الآخر من القوط ممن لم يرض بالإسلام دينًا له أو بالمعيشة تحت حكم المسلمين إلى مملكة الفرنجة. لعب القوطيون الغربيون أدوارًا رئيسية في البلاد التي هاجروا إليها وخاصة في فترة حكم قارلة.

## الإمبراطورية الكارولينجية

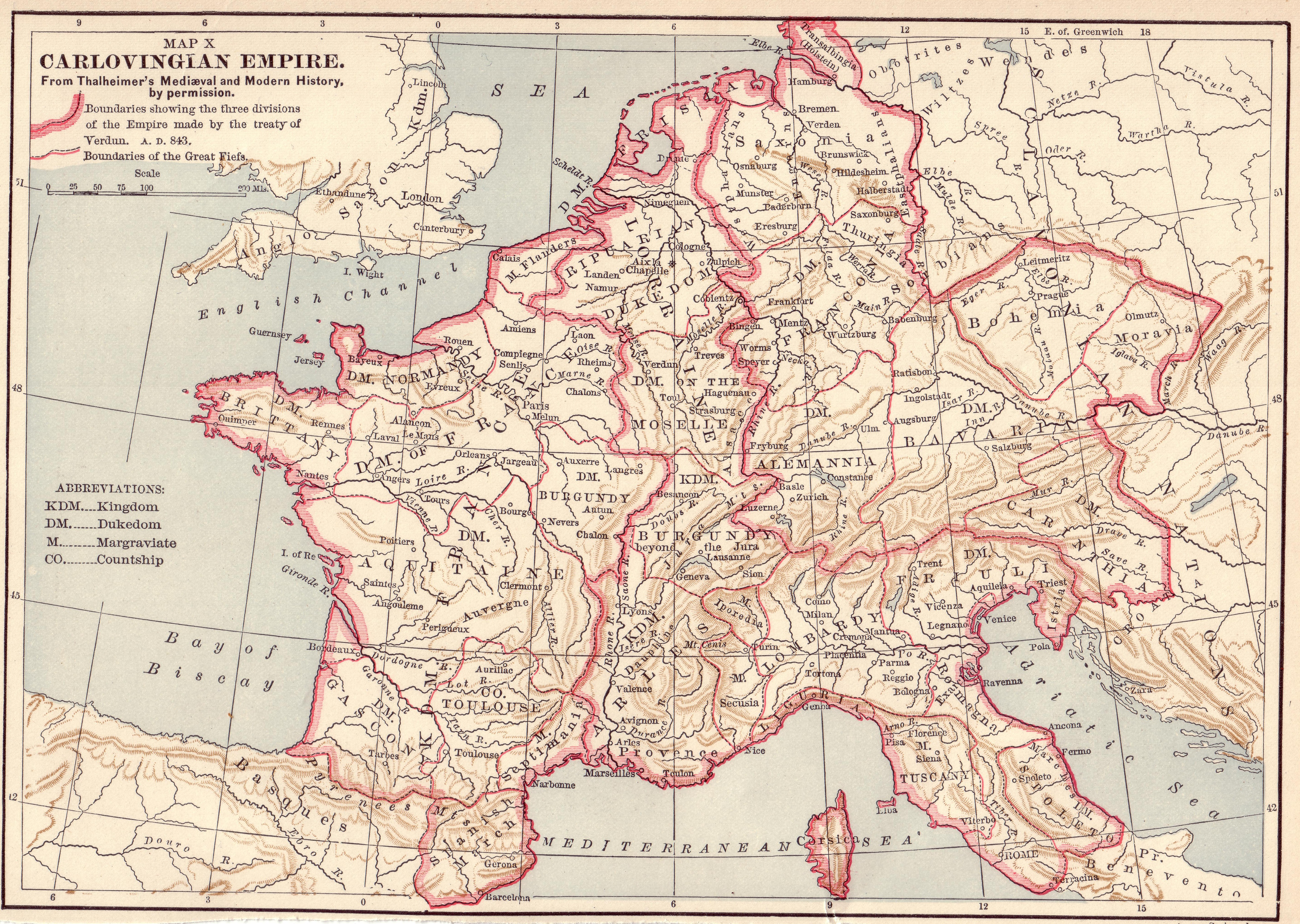
الإمبراطورية الفرنكية الكارولينجيه في ذروتها، مع أقسامها الثلاثة الرئيسية عام 843

الإمبراطورية الكارولينجية هو مصطلح يستخدم أحيانًا للإشارة إلى إمبراطورية الفرنجة تحت سلالة الكارولينجيين من في وقت لاحق من شأنه ان يعتبر مؤسسو فرنسا والإمبراطورية الرومانية المقدسة. هذه الإمبراطورية على هذا النحو يمكن اعتبار التاريخ في وقت لاحق من الفرنجة أو في وقت مبكر من تاريخ فرنسا ومن الإمبراطورية الرومانية المقدسة، اعتمادا على منظور واحد.
عندما تستخدم، عبارة الإمبراطورية الكارولينجية تشدد على تتويج البابا ليو الثالث قارلة بوصفه امبراطور في 800 م، وهذا لا تشكل الواقع لان كلا تشارلز وكذلك أسلافه من حكام المملكة في وقت سابق كانوا من الإفرنج.
خلال القرن الأخير من حكم الميروفنجيين، حكم قارله المطرقة (Chales Martel)، الذي كان بالاسم ناظراً للقصر (رئيس البلاط) ودوق استراسيا، غالة كلها تحت سلطان كلوتير الرابع (717-719). وهو الذي صد بعزيمته غارات الغاليين مستعيناً بالفريزيين والسكسون، وأعان بنيفاس Boniface وغيره من المبشرين على تنصير ألمانيا ولكنه حين اشتدت حاجته إلى المال صادر أراضي الكنيسة. دفع شارل مارتل سلالة الميروفنجيين إلى دور احتفالي انتهى في انقلاب القصر في عام 751 م، عندما خلع رئيس البلاط بيبين القصير ابن تشارلز مارتل رسميا شيلدريك الثالث (Childeric III) أعلن بيبين عدم شرعية حكم شيلديريك الثالث لضعفه وعدم كفايته فخلعه بدعم من الباباوية في روما وتوّج نفسه ملكا على فرنسا، ليكون {بيبين الثالث القصير} أول الملوك الكارولنجيين وبداية حكم الكارولينجيين الملكي
في الواقع، اسست الإمبراطورية خلال حياه كارل مارتل والد بيبين القصير وجد شارلمان وبسبب هذا، فان معظم المؤرخون يفضلون استخدام مصطلح "المملكة أو الممالك الفرنكية (Frankish) للإشارة إلى المنطقة التي تشمل أجزاء من اليوم ألمانيا وفرنسا في الفترة من القرن الخامس إلى القرن التاسع. وبالمثل فان السلالة لم تنته حقا تاريخيا مع نهاية الإمبراطورية الكارولينجيه استمرت لعدة قرون في الإمبراطورية الرومانية المقدسة. ومع ذلك تاريخيا يمكن ان يقال ان "الإمبراطورية الرومانية المقدسة الأولى " انتهت مع وفاة الإمبراطور الروماني المقدس تشارلز الثالث الدهن في 888، على الرغم من أن بعض الكارولينجيين نجح في كسب التاج الامبراطوري في أوقات لاحقة.

## الكابيتيون
انتهى حكم سلالة الكارولينجيون (Carolingiens) لمملكة الفرنجة سنة 987 م. وفي هذه السنة تم تتويج الدوق أوغو كابيه (Hugues Capet) ملكاً للبلاد وبذلك حلت سلالة جديدة هي الكابيتيون (Capétiens). قام أحفاد كابيه بتوسيع رقعة الأراضي الملكية (le domaine royal)، وأحكموا دعائم الدولة الجديدة منذ القرن الثاني عشر. حكمت السلالة الكابيتية وفروعها فرنسا حتى قيام الثورة الفرنسية سنة 1789 م.

## فرنسا
توحدت المنطقة التي تشملها فرنسا اليوم لأول مرة سنة 486 م. قام الملك الفرنكي كلوفيس الأول (Clovis Ier) بلم شمل القبائل الجرمانية تحت لواء قبيلة الفرنجة. ضمت المملكة الجديدة قبائل عدة مثل الألامان (Alamans)، البرغنديون (Burgondes) والقوط الغربيون (Wisigoths). بعد الوحدة انشطرت المملكة (و التي كانت تسمى بلاد غالة) إلى ممالك، حكم كل منها أحد أبناء عائلة الميروفنجيين (Mérovingien).
في منتصف القرن الـثامن للميلاد حلت سلالة الكارولنجيين (Carolingiens) محل الميروفنجيين (Mérovingien) وقامت بتوسعة أراض المملكة الفرنكية.
أصبحت المملكة الفرنكية إمبراطورية مع تتويج شارلمان (Charlemagne).قسم شارلمان إمبراطوريته الواسعة في عام 806 بين أولاده الثلاثة-بيبين، ولويس، وشارل. ولكن بيبن توفي عام 810، وشارل في عام 811، ولم يبق من هؤلاء الأبناء إلا لويس، وكان منهمكاً في العبادة انهماكا بدا معه أنه غير خليق بأن يحكم عالماً مليئاً بالاضطراب والغدر. غير أن لويس الأول رغم هذا قد رفع باحتفال مهيب في عام 813 من ملك إلى إمبراطور.
و بعد موت لويس الأول قسمت المملكة الفرنكية من جديد. اثنتان من هذه الممالك عمرتا، مملكة فرنكيا الشرقية (Francia orientalis) شكلت ألمانيا فيما بعد ومملكة فرنكيا الغربية (Francia occidentalis) والتي شكلت فرنسا. عام 842 م قام أحفاد شارلمان بعقد قسم ستراسبورج في شتراسبورغ (serments de Strasbourg). تعتبر وثيقة هذا العقد من أقدم الوثائق المكتوبة بلغتين متباينتين (التوداسك والرومان) آنذاك. يعتبر بعض المؤرخين في فرنسا هذه الوثيقة عقد الميلاد الرسمي لبلاد فرنسا وكذلك ألمانيا.
حكم الكارولنجيون مملكة الفرنجة حتى سنة 987 م. في هذه السنة تم تتويج الدوق هوغ كابيت (Hugues Capet) ملك للبلاد وحلت بذلك سلالة جديدة هي سلالة الكبيسيون (Capétiens). قام أحفاد الأخير بتوسيع رقعة الأراضي الملكية (le domaine royal)، وأحكموا دعائم الدولة الجديدة منذ القرن الـ12 م. حكمت السلالة الكبيسية فرنسا بطريقة مباشرة أو عن طريق فروع أخرى حتى قيام الثورة الفرنسية سنة 1789 م.

## مواضيع متعلقة
- الإمبراطورية الكارولينجية
- فرنكيين